# Drecoll

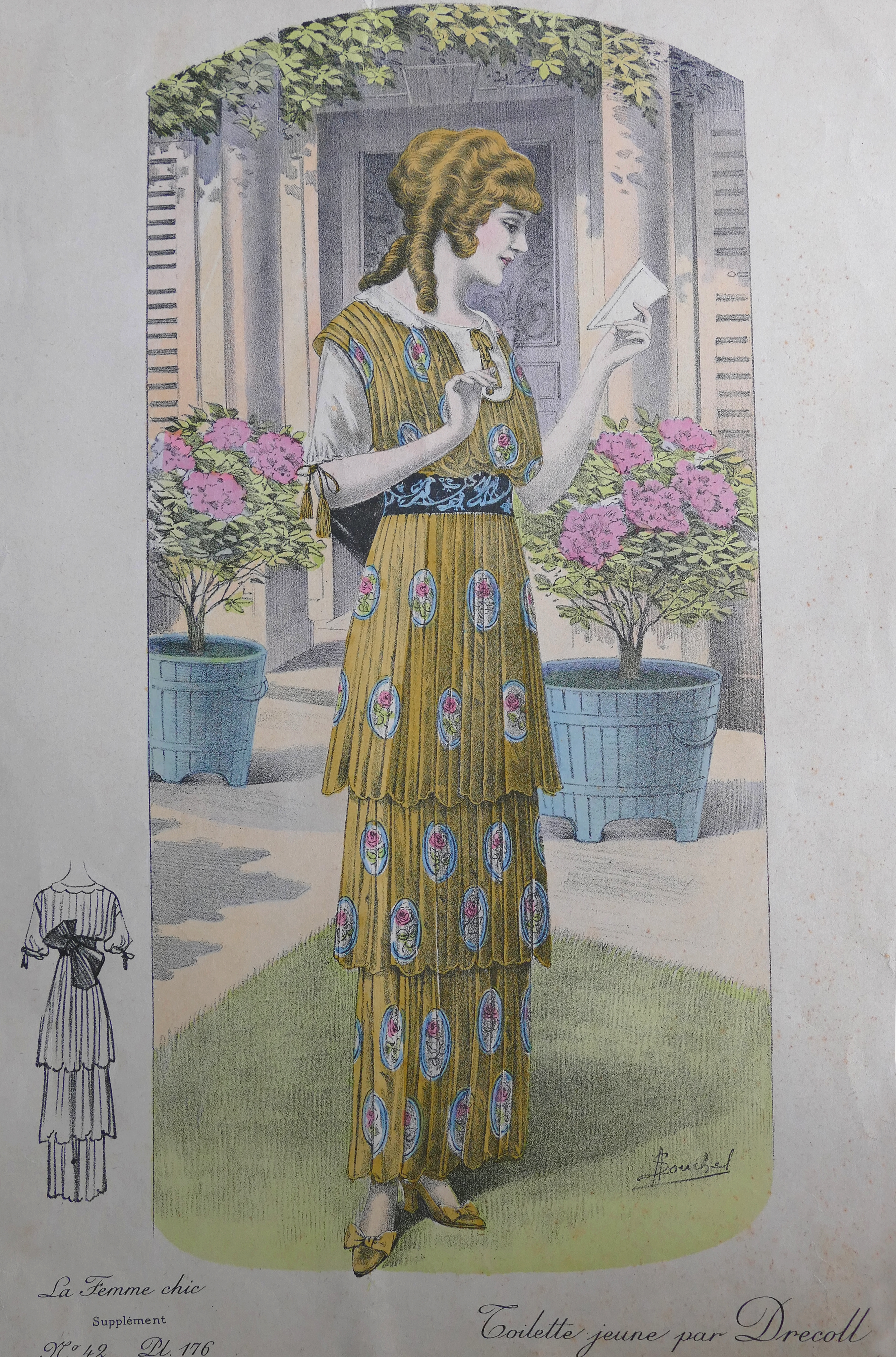
Toilette parue dans La Femme chic à Paris, n° 42, mars 1914.

Drecoll est une maison de haute couture installée à Paris de 1904 à 1930 et fondée par M. et Mme de Wagner. 

## Historique
Le baron Christopher Drecoll (1851-1933), né en Allemagne, ouvre une maison de couture à Vienne et habille les femmes de la cour impériale après un apprentissage à Hambourg. En 1895, il cède sa maison de couture à une société internationale détenue principalement par Albert Berg, Sylvain Kahn et le couple Wagner. Ces associés décident en 1903 d'ouvrir à Paris la maison de couture Drecoll au 4 place de l'Opéra. La maison se développe rapidement, employant plusieurs centaines de personnes et ayant une large clientèle étrangère. Le fils Pierre du couple Wagner reprendra par la suite la direction de la maison à Paris. La maison Drecoll devient société anonyme en 1925 et entre en bourse sous le nom de Drecoll-Beer, après avoir fusionné avec la maison Beer en 1928 ; la direction artistique est alors assurée par Mlle Madeleine. Quatre ans plus tard, la fille de Mme Wagner, Marguerite Besançon de Wagner, reprend la direction,. Après la Guerre, les locaux de la maison sont devenus trop petits et anciens ; celle-ci déménage alors au 130 avenue des Champs-Élysées pour des installations plus modernes. En 1931, Drecoll devient Agnès-Drecoll. En parallèle, Maggy de Wagner fonde la maison Maggy Rouff dans les anciens locaux de Drecoll.
De son côté, le baron Christopher Drecoll décide d'ouvrir en 1907 une nouvelle maison de couture à Paris au 6 rue de la Paix. Cette maison ferme la même année car les associés qui avaient acheté au baron la maison de couture lui intentent un procès. Le baron quitte Paris et s'installe à Berlin en 1908. Il y ouvre une maison de couture vers 1912 qui reste en activité jusqu'au début des années 1930. Il est aussi présent à Londres vers 1904-1910 sous la raison sociale « Ch. Drecoll Limited ».